# Расмус Вюрц
Расмус Вюрц (дан. Rasmus Würtz, нар. 18 вересня 1983, Сківе) — данський футболіст, півзахисник клубу «Ольборг».
Виступав за національну збірну Данії. Дворазовий чемпіон Данії. 

## Клубна кар'єра
У дорослому футболі дебютував 2000 року виступами за команду клубу «Сківе» з рідного однойменного міста, в якій провів два сезони, взявши участь у 38 матчах чемпіонату. 
Своєю грою за цю команду привернув увагу представників тренерського штабу клубу «Ольборг», до складу якого приєднався 2002 року. Відіграв за команду з Ольборга наступні п'ять сезонів своєї ігрової кар'єри. Більшість часу, проведеного у складі «Ольборга», був основним гравцем команди.
2007 року уклав контракт з клубом «Копенгаген», у складі якого провів наступні два роки своєї кар'єри гравця. У столичному клубі мав проблеми з потраплянням до основного складу команди, тож частину 2009 року провів в оренді у клубі «Вайле», а пізніше того ж року повернувся до «Ольборга». В «Ольборзі» повернув собі стабільне місце в «основі», протягом наступних п'яти сезонів провів за команду з Ольборга понад 130 матчів у національному чемпіонаті.

## Виступи за збірні
2000 року дебютував у складі юнацької збірної Данії, взяв участь у 21 іграх на юнацькому рівні.
Протягом 2004–2006 років залучався до складу молодіжної збірної Данії. На молодіжному рівні зіграв у 31 офіційному матчі, забив один гол. Був капітаном данської команди на молодіжній першості Європи 2006 року.
2005 року дебютував в офіційних матчах у складі національної збірної Данії. Наразі провів у формі головної команди країни 10 матчів.

## Титули і досягнення
- Чемпіон Данії (2):

«Копенгаген»:  2009
«Ольборг»:  2014